# 諸芸術
諸芸術（英語: arts）は、芸術（art）の総称。

## 分野
- 視覚芸術 - 絵画・図案・塑像・写真・映像（動画像）等
- 舞台芸術 - 舞踏・音楽・演劇等
- 文学
- 料理 - 調理、製菓、醸造